# Laybach (province)
1809–1811
Entités suivantes :
- Carniole

La province de Laybach est une ancienne subdivision des Provinces illyriennes, sous contrôle de l'Empire français, qui a existé entre 1809 et 1811. Sa population est estimée à 418 000 habitants vers 1809. Son territoire était divisé en 18 cantons : deux à Laybach, un à Stein, Krainburg, Ratmansdorff, Laack, Idria, Loitsch, Laas, Gotschée, Neustadt, Landstrass, Nassenfus, Littay, Veichselburg, Seisenberg, Czernitz et Galenberg.

## Histoire
La province est constituée le 25 décembre 1809 lors de l'annexion des provinces illyriennes par l'Empire français. Le chef-lieu est fixé à Laybach (actuelle Ljubljana en Slovénie).
Elle est supprimée le 15 avril 1811 lors de la réorganisation des provinces.